# Славянофилство
Славянофилството е интелектуално движение в Русия през втората половина на XIX век.
Според славянофилите съществува обособена славянска култура, основана на православието, и различна от западноевропейската. Те се противопоставят на западниците, които се застъпват за модернизация на Русия по западен образец (виж и православна цивилизация). В края на века в славянофилството се обособява по-умерено направление - почвеничество.
Основоположник на славянофилството е Алексей Хомяков, а други активни дейци на движението са Иван Киреевски, Константин Аксаков, Иван Аксаков, Юрий Самарин.

## Други
Автори, като българския географ Стефан Карастоянов, търсят в славянофилството корените на съвременното евроазийство.